# ハリケーンレーン
ハリケーンレーンは、アイルランドで生産され、イギリスで調教されていた競走馬である。
主な勝ち鞍は2021年アイリッシュダービー、パリ大賞典、セントレジャーステークス。

## 戦績

### 2歳（2020年）
10月21日ニューマーケット競馬場の一般戦（芝8ハロン）でデビューし初勝利を飾る。

### 3歳（2021年）
4月16日ニューベリー競馬場の一般戦（芝10ハロン）で始動し、2連勝となる。5月13日のダンテステークス（G2）では道中2番手に位置すると、最後の直線でメガランとの競り合いを3/4馬身差制して快勝する。G1初挑戦となった6月5日の英ダービーは同厩舎・同馬主であるアダイヤーの3着となった。続く6月26日のアイリッシュダービーでは中団追走から直線でしぶとく末脚を繰り出すと、早目先頭に立ったローンイーグルをゴール寸前で差し切りG1初制覇を飾った。7月14日のパリ大賞典は道中2番手追走から最後の直線で先頭に立つと一気に後続を突き放し、ワーズワースに6馬身差つけG1競走2連勝となった。9月11日は英ドンカスター競馬場のセントレジャーに出走。圧倒的1番人気に支持され、中団追走から直線で2馬身3/4突き抜けてG13連勝となった。次走は10月3日に行われた凱旋門賞に出走したがトルカータータッソの3着に敗れた。

### 4歳（2022年）
6月18日にアスコット競馬場で開催されたG2ハードウィックステークスから始動したが、ブルームの3着。7月3日のサンクルー大賞では、後に凱旋門賞を勝利したアルピニスタに9頭立て8着と大敗し、長期の休養に入ることになった。

### 5歳（2023年）
4月22日ニューベリー競馬場のG3ジョンポーターステークスで復帰。レースでは中団の4番手で追走も直線で失速し7着と殿負けに終わる。続くG2ジョッキークラブステークスでは5頭立ての3番手追走から直線で鋭く脚を伸ばして先頭に立つと、最後は後続に6馬身差をつけ久々の勝利を挙げた。6月2日のコロネーションカップでは先手を奪い逃げたが、直線で力尽き最下位の5着に終わった。その後、8月4日に現役を引退して翌2024年よりアイルランドのクールモアスタッドで障害競走用種牡馬になることが発表された。

## 競走成績
以下の内容は、netkeiba.comの情報に基づく。
| 出走日     | 競馬場           | 競走名               | 格 | 距離        | 着順 | 騎手         | 着差      | 1着（2着）馬        |
| ---------- | ---------------- | -------------------- | -- | ----------- | ---- | ------------ | --------- | ------------------- |
| 2020.10.21 | ニューマーケット | 条件戦               |    | 芝8f        | 1着  | A.カービー   | 2馬身     | （Parachute）       |
| 2021.04.16 | ニューベリー     | 条件戦               |    | 芝10f       | 1着  | W.ビュイック | 1馬身     | （Maximal）         |
| 0000.05.13 | ヨーク           | ダンテステークス     | G2 | 芝10f       | 1着  | W.ビュイック | 3/4       | （Megallan）        |
| 0000.06.05 | エプソム         | 英ダービー           | G1 | 芝12f       | 3着  | W.ビュイック | 7馬身3/4  | Adayar              |
| 0000.06.26 | カラ             | 愛ダービー           | G1 | 芝12f       | 1着  | W.ビュイック | クビ      | （Lone Eagle）      |
| 0000.07.14 | パリロンシャン   | パリ大賞典           | G1 | 芝2400m     | 1着  | W.ビュイック | 6馬身     | （Wordsworth）      |
| 0000.09.13 | ドンカスター     | 英セントレジャー     | G1 | 芝14f115yds | 1着  | W.ビュイック | 2馬身3/4  | （Mojo Star）       |
| 0000.10.03 | パリロンシャン   | 凱旋門賞             | G1 | 芝2400m     | 3着  | J.ドイル     | 3/4       | Torquator Tasso     |
| 2022.06.18 | アスコット       | ハードウィックS      | G2 | 芝2390m     | 3着  | W.ビュイック | 3馬身1/4  | Broome              |
| 0000.07.03 | サンクルー       | サンクルー大賞       | G1 | 芝2400m     | 8着  | W.ビュイック | 11馬身1/2 | Alpinista           |
| 2023.04.22 | ニューベリー     | ジョンポーターS      | G3 | 芝2400m     | 7着  | W.ビュイック | 18馬身3/4 | Grand Alliance      |
| 0000.06.05 | ニューマーケット | ジョッキークラブS    | G2 | 芝2400m     | 1着  | W.ビュイック | 6         | （West Wind Blows） |
| 0000.06.02 | エプソム         | コロネーションカップ | G1 | 芝2410m     | 5着  | W.ビュイック | 14馬身1/2 | Emily Upjohn        |

## 血統表
| ハリケーンレーンの血統  | ハリケーンレーンの血統   | ハリケーンレーンの血統  | （血統表の出典）        | （血統表の出典） |
| 父系                    | サドラーズウェルズ系     | サドラーズウェルズ系    | サドラーズウェルズ系    | [ § 2 ]          |
| 父 Frankel 2008 鹿毛    | 父の父Galileo 1998 鹿毛  | Sadler's Wells          | Northern Dancer         | Northern Dancer  |
| 父 Frankel 2008 鹿毛    | 父の父Galileo 1998 鹿毛  | Sadler's Wells          | Fairy Bridge            |                  |
| 父 Frankel 2008 鹿毛    | 父の父Galileo 1998 鹿毛  | Urban Sea               | Miswaki                 | Miswaki          |
| 父 Frankel 2008 鹿毛    | 父の父Galileo 1998 鹿毛  | Urban Sea               | Allegretta              |                  |
| 父 Frankel 2008 鹿毛    | 父の母Kind 2001 鹿毛     | Danehill                | Danzig                  | Danzig           |
| 父 Frankel 2008 鹿毛    | 父の母Kind 2001 鹿毛     | Danehill                | Razyana                 |                  |
| 父 Frankel 2008 鹿毛    | 父の母Kind 2001 鹿毛     | Rainbow Lake            | Rainbow Quest           | Rainbow Quest    |
| 父 Frankel 2008 鹿毛    | 父の母Kind 2001 鹿毛     | Rainbow Lake            | Rockfest                |                  |
| 母 Gale Force 2011 鹿毛 | 母の父Shirocco 2001 鹿毛 | Monsun                  | Königsstuhl             | Königsstuhl      |
| 母 Gale Force 2011 鹿毛 | 母の父Shirocco 2001 鹿毛 | Monsun                  | Mosella                 |                  |
| 母 Gale Force 2011 鹿毛 | 母の父Shirocco 2001 鹿毛 | So Sedulous             | The Minstrel            | The Minstrel     |
| 母 Gale Force 2011 鹿毛 | 母の父Shirocco 2001 鹿毛 | So Sedulous             | Sedulous                |                  |
| 母 Gale Force 2011 鹿毛 | 母の母Hannda 2002 栗毛   | Dr Devious              | Ahonoora                | Ahonoora         |
| 母 Gale Force 2011 鹿毛 | 母の母Hannda 2002 栗毛   | Dr Devious              | Rose of Jericho         |                  |
| 母 Gale Force 2011 鹿毛 | 母の母Hannda 2002 栗毛   | Handaza                 | Be My Guest             | Be My Guest      |
| 母 Gale Force 2011 鹿毛 | 母の母Hannda 2002 栗毛   | Handaza                 | Hazaradjat              |                  |
| 母系(F-No.)             | (FN:21-a)                | (FN:21-a)               | (FN:21-a)               | [ § 3 ]          |
| 5代内の近親交配         | Northern Dancer 4×5×5×5  | Northern Dancer 4×5×5×5 | Northern Dancer 4×5×5×5 | [ § 4 ]          |
| 出典                    | 1. 2. 3. 4.              | 1. 2. 3. 4.             | 1. 2. 3. 4.             | 1. 2. 3. 4.      |